# (Can’t Get My) Head Around You
«(Can’t Get My) Head Around You» — песня американской рок-группы The Offspring. Песня является шестым треком с альбома Splinter и вторым синглом с него. Также она является завершающим треком сборника Greatest Hits. Сингл имел умеренный успех в рок чартах Америки, а также в национальном хит-параде Великобритании. По сей день часто исполняется группой на концертах.

## Список композиций
| №  | Название                                       | Длительность |
| -- | ---------------------------------------------- | ------------ |
| 1. | «(Can’t Get My) Head Around You»               | 2:14         |
| 2. | «Gotta Get Away» (Live)                        | 3:46         |
| 3. | «Come Out and Play» (Live)                     | 3:10         |
| 4. | «The Kids Aren’t Alright» (Сессия BBC Radio 1) | 4:16         |

| №  | Название                                | Длительность |
| -- | --------------------------------------- | ------------ |
| 1. | «(Can’t Get My) Head Around You»        | 2:16         |
| 2. | «Come Out and Play» (Live)              | 3:12         |
| 3. | «Gotta Get Away» (Live)                 | 3:44         |
| 4. | «Hit That» (Live)                       | 2:50         |
| 5. | «(Can’t Get My) Head Around You» (Клип) | 2:16         |

| №  | Название                         | Длительность |
| -- | -------------------------------- | ------------ |
| 1. | «(Can’t Get My) Head Around You» | 2:14         |
| 2. | «Gotta Get Away» (Live)          | 3:44         |

| №  | Название                                       | Длительность |
| -- | ---------------------------------------------- | ------------ |
| 1. | «(Can’t Get My) Head Around You»               | 2:14         |
| 2. | «Hit That» (Live)                              | 2:50         |
| 3. | «Come Out and Play» (Live)                     | 3:12         |
| 4. | «Gotta Get Away» (Live)                        | 3:44         |
| 5. | «The Kids Aren’t Alright» (Сессия BBC Radio 1) | 4:16         |
| 6. | «(Can’t Get My) Head Around You» (Видео)       | 2:16         |

| №  | Название                         | Длительность |
| -- | -------------------------------- | ------------ |
| 1. | «(Can’t Get My) Head Around You» | 2:14         |

## Клип
В музыкальном клипе группа исполняет песню в светящемся куполе. Видео было снято с использованием 125 камер. Режиссёром видео стал Джозеф Кан, а Крис Уоттс занялся визуальными эффектами и работой с камерами. Видео вошло в видео-альбом The Offspring: Complete Music Video Collection.
Клип стал первым видео группы, в котором участвовал Атом Виллард.

## Чарты
| Чарт (2004)                         | Высшая позиция |
| ----------------------------------- | -------------- |
| UK Singles Chart                    | 42             |
| США (Billboard Mainstream Rock)     | 16             |
| США (Billboard Alternative Airplay) | 6              |